# Tupilak
Pour l'album de bande dessinée, voir Tupilaks.
 (février 2011).

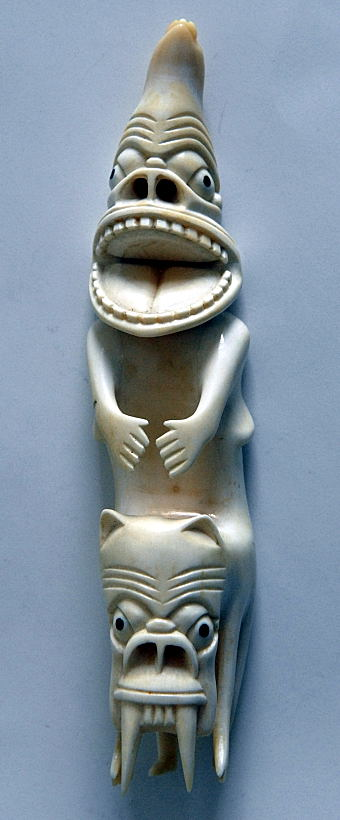
Représentation d'un tupilak (Groenland)

Un tupilak (prononcer : toupilek, au pluriel : toupilêt) est, dans la mythologie inuite, un être maléfique créé par l'homme.

## Description
Le tupilak peut prendre des aspects très variés car il est créé à partir de morceaux d'autres animaux : ainsi, il peut avoir par exemple une tête de phoque, un corps d'ours, des pattes de canard et de renard… De plus, certaines légendes lui attribuent la capacité de prendre l'aspect d'un phoque ou d'un morse pour passer inaperçu.

## Création et rôle
Un tupilak est créé par un idisitsek (pluriel : idisitsout), c'est-à-dire un magicien maléfique, dans le but de tuer une personne déterminée. L’idisitsek assemble des morceaux d'animaux, les ensorcelle et donne ses instructions. Le tupilak part à la recherche de sa victime. Il la tue en la dévorant. S'il ne réussit pas, il finit par renoncer et tue son créateur.